# Macroglossum milvus
Macroglossum milvus là một loài bướm đêm thuộc họ Sphingidae, chi Macroglossum.